# VFA-137
137ème Escadron de chasseur d'attaque
Le Strike Fighter Squadron 137 (STRKFITRON 137 ou VFA-137), connu sous le nom de "Kestrels", est un escadron de chasseur d'attaque F/A-18F Super Hornet de l'US Navy stationné à la Naval Air Station Lemoore, en Californie. Leur code de queue est NA et leur indicatif radio alterne entre Falcon. Il est actuellement affecté au Carrier Air Wing Seventeen (CVW-17) à bord du porte-avions nucléaire USS Nimitz (CVN-68).

## Historique

### Origine
L'escadron a été créé le 2 juillet 1985. De 1987 à 1989, l'escadron effectue deux premiers déploiements en mer Méditerranée à bord du porte-avions USS Coral Sea (CV-43), dans le cadre du Carrier Air Wing Thirteen (CVW-13). 

### Années 1990

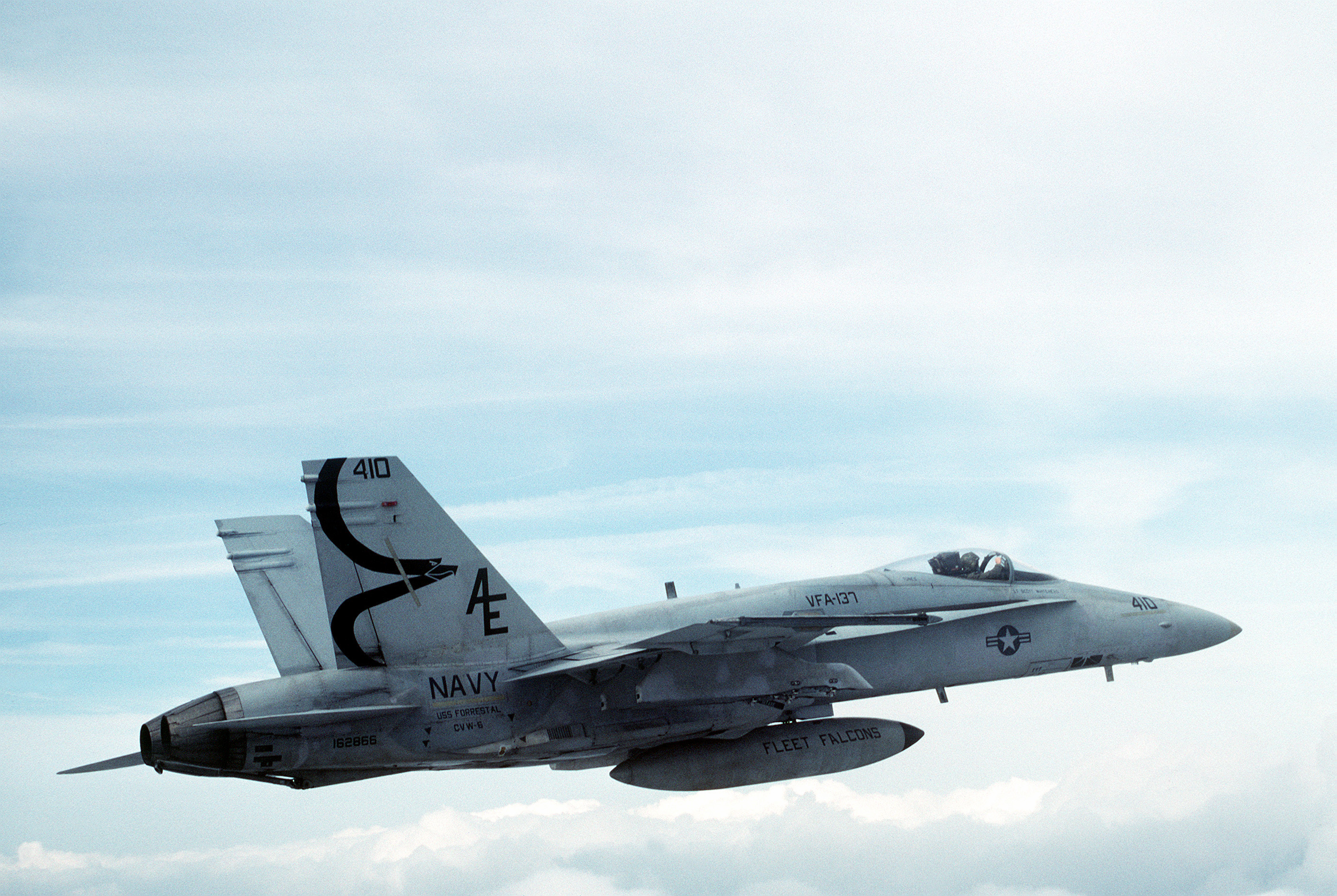
F/A-18A Hornet du VFA-137 affecté à l'USS Forrestal en 1991

En 1991, l'escadron a été transféré au Carrier Air Wing Six à bord de l'USS Forrestal (CV-59) pour leur troisième déploiement au cours duquel l'escadron a effectué des sorties au-dessus de l'Irak à l'appui de l'Opération Provide Comfort.
En septembre 1992, l'escadron a effectué un changement de port d'attache vers le NAS Lemoore et est passé au lot 15 F/A-18C capable d'attaquer de nuit. De 1993 à 1999, le VFA-137a rejoint Carrier Air Wing Two (CVW-2) et s'est embarqué à bord de l'USS Constellation (CV-64) pour cinq déploiements dans le Pacifique occidental en novembre 1994. Il participe aux opérations des Nations-Unies de la zone d'exclusion aérienne à l'appui de l'Opération Southern Watch.

### Années 2000

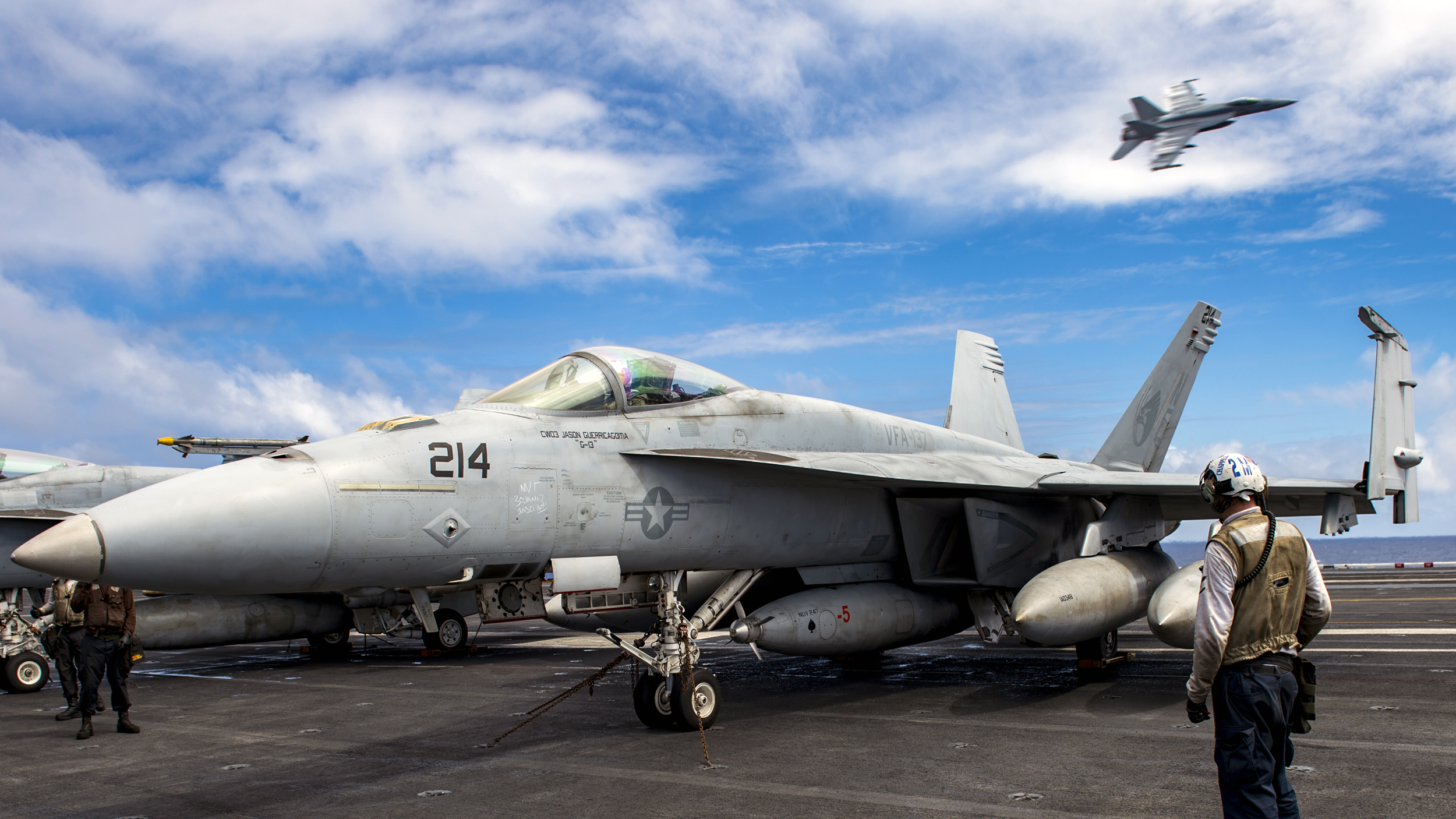
Super Hornet du VFA-137 sur USS Carl Vinson en 2017

Durant cette décennie, le VFA-137, dans le cadre du CVW-2, effectue d'abord deux déploiements à bord de l'USS Constellation, puis cinq à bord de l'USS Abraham Lincoln (CVN-72). 
L'escadron participe d'abord à l'Opération Southern Watch au dessus de l'Irak et à l'Opération Iraqi Freedom. En 2003 l'escadron a commencé la transition vers le nouveau  F/A-18E Super Hornet. 
Puis le VFA-137 participe à l'Operation Unified Assistance (en) en 204, mission de secours humanitaire pour aider les victimes du tsunami qui a frappé l'Asie du Sud-Est. En 2006, l'escadron effectue plusieurs exercices Foal Eagle, Exercise Valiant Shield (en) et RIMPAC. Puis il est retourné dans le Golfe Persique soutenant les opérations Iraqi Freedom et Enduring Freedom.

### Années 2010
Durant cette décennie, le VFA-137 effectue cinq déploiements : deux sur l'USS Abraham Lincoln (2010-12), un sur l'USS Ronald Reagan (CVN-76) (RIMPAC 2014), un sur l'USS George Washington (CVN-73) (2015) et deux sur l'USS Carl Vinson (CVN-70) (2017-18).
En 2019, l'escadron a été transféré au Carrier Air Wing Seventeen (CVW-17), échangeant ainsi avec le VFA-113.